# Holice (szczyt)
Holice (794 m) – wznoszący się nad wsią Krivá szczyt Pogórza Orawskiego. Słowacy zaliczają je do Strednych Beskidów. 
Holice stanowią zakończenie północno-zachodniego grzbietu szczytu Blato (1138 m). Ich północno-zachodnie stoki opadają do doliny rzeki Orawy, południowo-zachodnie do doliny potoku Holica, północno-wschodnie do doliny Krivskiego potoku (Krivský potok) – obydwa są dopływami Orawy. Holice są porośnięte lasem, ale dolna część ich wschodnich, północno-zachodnich i północnych stoków jest bezleśna, zajęta przez pola uprawne wsi Krivá. Jej zabudowania znajdują się w dolinie Krivskiego potoku. 
Przez Holice nie prowadzi żaden szlak turystyczny. Na ich bezleśnych północno-zachodnich stokach stoi wieża przekaźników telekomunikacyjnych.